# حامد القروی
حامد القروی (عربی: حامد القروي؛ زاده ۳۰ دسامبر ۱۹۲۷ – درگذشته ۲۷ مارس ۲۰۲۰) یک سیاست‌مدار اهل تونس بود. وی از ۲۷ سپتامبر ۱۹۸۹ تا ۱۷ نوامبر ۱۹۹۹ نخست‌وزیر این کشور بود.
حامد القروی در ۲۷ مارس ۲۰۲۰، در سن ۹۲ سالگی درگذشت.